# Viktor Uspaskich

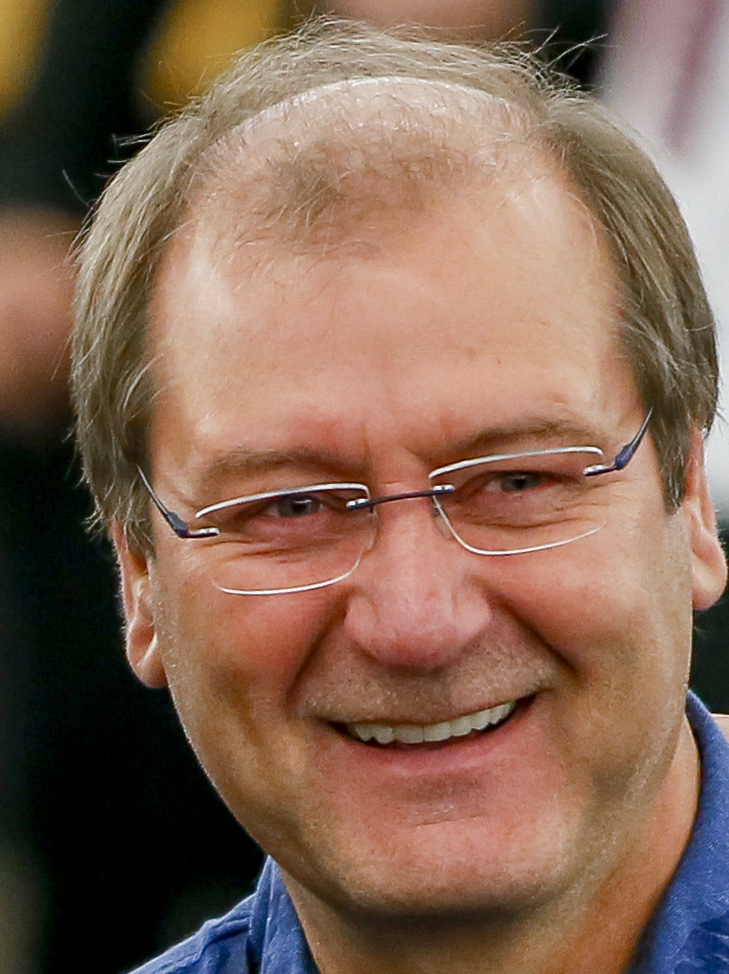
Viktor Uspaskich (2019)

Viktor Uspaskich (russisch Виктор Викторович Успасских Wiktor Wiktorowitsch Uspasskich, litauisch Viktoras Uspaskichas; * 24. Juli 1959 in Urdoma, Oblast Archangelsk, Sowjetunion) ist ein litauischer Unternehmer und Politiker russischer Herkunft. Er gründete 2003 die populistische Darbo Partija („Arbeitspartei“), die bei der Parlamentswahl 2004 stärkste Kraft wurde. Von 2004 bis 2005 war er Wirtschaftsminister Litauens. Von 2009 bis 2012 war er Mitglied des Europäischen Parlaments und ist es erneut seit 2014. Er war Mitglied der ALDE-Fraktion bzw. der Nachfolgerin Renew Europe, bevor diese ihn Anfang 2021 aus der Fraktion ausschloss. Er seitdem fraktionsloser Abgeordneter.

## Leben
Viktor Uspaskich begann seinen Arbeitsweg in der Sowjetunion als Arbeiter beim Gasleitungsunternehmen Nordlicht. Er wurde zum Spezialisten für die Verlegung von Gasleitungen. Seit 1985 war er in dieser Tätigkeit in Litauen tätig. 1990 gründete er in Kėdainiai seine erste Firma, Efektas. Ab 1993 machte er als Chef des Unternehmens UAB Vikonda Karriere und kam zu Geld und Einfluss. Vikonda ist ein Mischkonzern, zu dem im Wesentlichen Unternehmen aus der Lebensmittelerzeugung und Tierzucht/Tierfutterproduktion gehören, aber auch Dienstleistungsbetriebe. 
Er studierte nach eigenen Angaben von 1988 bis 1993 (Volks-)Wirtschaft in Moskau an der Abteilung für Fernstudien der Plechanow-Akademie. Darauf aufbauend absolvierte Uspaskich bis zum Jahr 2000 ein Aufbaustudium in Kaunas. Der Verdacht der Fälschung der Moskauer Diplomurkunde war einer der Gründe für Uspaskichs Rücktritt als Wirtschaftsminister im Mai 2005. Von 1997 bis 2003 leitete er als Vorsitzender den Litauischen Verband der Arbeitgeber (Lietuvos darbdavių asociacija).
Viktor Uspaskich ist in zweiter Ehe mit Jolanta Blažytė verheiratet und hat vier Kinder (zwei aus erster Ehe und zwei aus zweiter Ehe). Er spricht Litauisch und Russisch.

## Politik
Im Herbst 2000 wurde er als Parteiloser auf der Liste der sozialliberalen Partei Naujoji Sąjunga (Neue Union) ins Parlament (Seimas) gewählt. Dort leitete er bis 2003 den Ausschuss für Wirtschaftsfragen. In Vorbereitung seiner eigenen politischen Ambition trat er von diesem Amt zurück, aus der Fraktion der Sozialliberalen aus und gründete seine eigene Partei, mit dem Namen Darbo Partija. Diese Partei lag schon wenige Monate nach ihrer Gründung im Oktober 2003 an der Spitze der Meinungsumfragen.
Mit populistischen Aussagen und Heilsversprechen konnte sie vor allem bei der einfachen Bevölkerung punkten und erreichte im Oktober 2004 bei den Parlamentswahlen mit 28,4 % die höchste Stimmenzahl.
Obwohl zunächst alle etablierten Parteien eine Zusammenarbeit mit der Arbeitspartei ausgeschlossen hatten, einigten sich die bislang regierenden Sozialdemokraten/Sozialliberalen sehr schnell auf eine Koalition mit der Arbeitspartei, unter der Bedingung, dass der amtierende Ministerpräsident Algirdas Brazauskas im Amt bleiben würde. Uspaskich willigte ein und erhielt daraufhin das Wirtschaftsministerium.
Bereits wenige Monate nach Amtsantritt häuften sich Berichte in den Medien und Vorwürfe von Seiten der Opposition, die seine undurchsichtigen Geschäftsbeziehungen nach Russland, angebliche Bevorteilung eigener Firmen bei der Zuteilung von EU-Unterstützungen und zuletzt die mögliche Erschleichung eines akademischen Abschlusses zum Inhalt hatten. Am 16. Juni 2005 wurde er von der staatlichen Ethikkommission der illegitimen Vermengung von staatlichen und privaten Interessen beschuldigt, was von Uspaskich vehement bestritten wurde. Eine Woche später, am 23. Juni 2005, trat Viktor Uspaskich nach nicht einmal neun Monaten vom Amt des Wirtschaftsministers zurück. Auch sein Abgeordnetenmandat legte er nieder. Im August 2005 leiteten die litauischen Staatssicherheitsbehörden Ermittlungen wegen Urkundenfälschung ein. Diese Ermittlungen verliefen wegen mangelnder Amtshilfe aus Russland im Sande.
Als im Mai 2006 schließlich Ermittlungen zu illegalen Einkünften und schwarzen Kassen in der Arbeitspartei begonnen wurden, setzte sich Uspaskich aus Litauen nach Russland ab, offiziell zunächst um nach dem Tod seines Bruders seiner Familie in Urdoma beizustehen. Er weigerte sich dann jedoch, nach Litauen zurückzukehren, um einer, nach seinen Angaben, politisch motivierten Verfolgung zu entgehen. Am 27. Juni 2006 erklärte Uspaskich von Moskau aus, die Parteiführung ruhen zu lassen und so die politische Verantwortung für die Ermittlungen gegen seine Partei zu übernehmen. Am 26. August 2006 wurde Kęstutis Daukšys, der vom 30. Juni 2005 bis zum Rücktritt der Regierung im Sommer 2006 Uspaskichs Nachfolger als Wirtschaftsminister gewesen war, zu Uspaskichs Nachfolger als Parteivorsitzender der Darbo partija gewählt. Im Herbst 2006 veröffentlichte die Staatsanwaltschaft ihre Untersuchungen gegen Uspaskich und drei weitere Parteiführer.

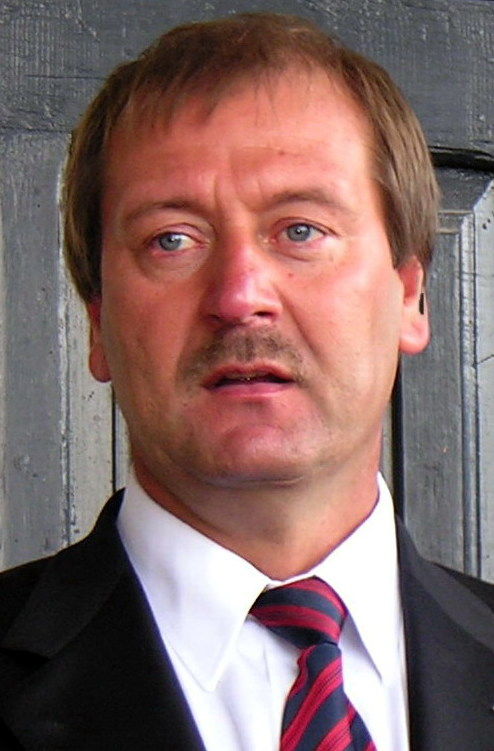
Uspaskich im Jahr 2008

Im Sommer 2007 bewarb sich Viktor Uspaskich, noch aus Moskau, bei Nachwahlen um ein Abgeordnetenmandat im Wahlkreis Dzūkija und kehrte zu diesem Zwecke am 26. September 2007 nach Litauen zurück. Er wurde auf Antrag der Staatsanwaltschaft noch auf dem Flugplatz in Gewahrsam genommen und anschließend vom Gericht unter Hausarrest gestellt. Seine Kandidatur um das Abgeordnetenmandat scheiterte in der Stichwahl am 21. Oktober 2007. Am 17. November 2007 wurde er auf dem Parteitag der Arbeitspartei in der Nähe von Kėdainiai mit 97 % der Delegiertenstimmen (kein Gegenkandidat) erneut zum Parteivorsitzenden gewählt. Im April 2008 wurden die Bestimmungen des Hausarrests gegen Uspaskich gegen die Hinterlegung von 1,5 Mio. Litas (knapp 450.000 Euro) aufgehoben, Uspaskich durfte Litauen allerdings ohne gerichtliche Einwilligung nicht für länger als sieben Tage verlassen.
Am 18. Mai 2008 mussten sich vier Mitglieder der Parteiführung, darunter Uspaskich, in Vilnius vor Gericht verantworten. Die Anklage lautete auf Steuerhinterziehung in Höhe von 3,8 Millionen Litas (etwa 1,1 Mio. Euro) in den Jahren 2004–2006 durch nicht deklarierte Einnahmen und Ausgaben der Partei in Höhe von 24 Mio. bzw. 23 Mio. Litas. Bei den Parlamentswahlen im Oktober 2008 fiel die Arbeitspartei zwar auf 8,9 % der Stimmen zurück und verlor einen Großteil ihrer Mandate, Uspaskich wurde aber als Spitzenkandidat erneut ins Parlament gewählt. Er führte ab 18. November 2008 die Fraktion seiner Partei im Seimas. Am 9. Dezember 2008 folgte das Parlament den Empfehlungen der parlamentarischen Kommission und entzog Uspaskich mit 90 gegen 12 (von insgesamt 144) Stimmen die parlamentarische Immunität.
Die Europawahl 2009 erbrachten für die Darbo partija ein Mandat, das sich Uspaskich als Listenführer sichern konnte. Damit kam er erneut in den Genuss parlamentarischer Immunität. Er schloss sich der Fraktion der Allianz der Liberalen und Demokraten für Europa (ALDE) an, deren Vorstand er auch angehörte. Uspaskich war Mitglied im Ausschuss für regionale Entwicklung de EU-Parlaments und Delegierter für die Beziehungen zu den Vereinigten Staaten. Bei der litauischen Parlamentswahl im Oktober 2012 legte die Arbeitspartei wieder deutlich zu und Uspaskich wurde erneut in den Seimas gewählt, wo er wieder den Vorsitz der DP-Fraktion übernahm. Sein Mandat im Europäischen Parlament legte er dafür im November 2012 nieder. Die Arbeitspartei beteiligte sich an der Regierung Butkevičius, Uspaskich selbst übernahm jedoch kein Ministeramt. Das Bezirksgericht Vilnius sprach ihn im Juli 2013 der Steuerhinterziehung in Höhe von 1,1 Millionen Euro schuldig und verurteilte ihn zu einer Freiheitsstrafe von vier Jahren. Er musste die Haft aber aufgrund seiner parlamentarischen Immunität nicht antreten. 

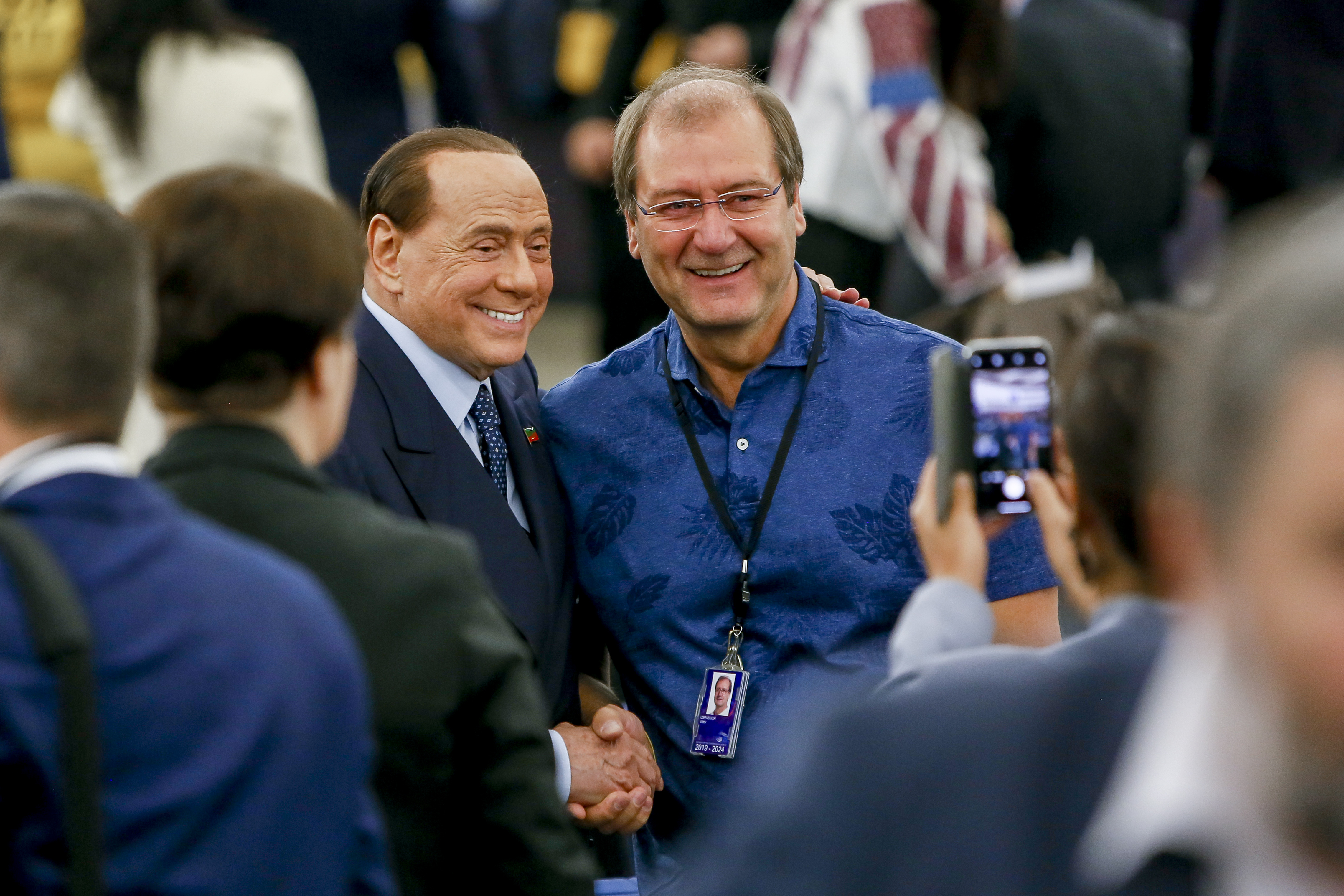
Viktor Uspaskich (rechts) zusammen mit Silvio Berlusconi bei der Konstituierung des 9. Europäischen Parlaments im Juli 2019

Bei der Europawahl 2014 erhielt Uspaskich erneut einen Sitz im EU-Parlament, wo er wiederum in der liberalen ALDE-Fraktion saß. Er ist seither erneut Mitglied im Ausschuss für regionale Entwicklung, zudem Delegierter für die Beziehungen zu den zentralasiatischen Staaten Kasachstan, Kirgisistan, Usbekistan, Tadschikistan, Turkmenistan und Mongolei. Bei der Europawahl 2019 wurde Uspaskich für eine dritte Legislaturperiode als EU-Abgeordneter bestätigt. Seither gehört er der liberalen Fraktion Renew Europe (Nachfolgerin der ALDE) an.
Am 10. Januar 2021 bezeichnete Uspaskich in einem Facebook-Video Homosexuelle als pedikai („Schwuchteln“, in Anlehnung an „Päderasten“). Zudem meinte er: „Diejenigen, die ihren Schwanz unter einem Rock verstecken und dann auf die Straße gehen und herumschreien, das sind Perverse. Solche Dinge dürfen nicht toleriert werden. Heute ist es in einigen europäischen Ländern gefährlich zu sagen, dass man ein Vertreter einer natürlichen Orientierung ist. Ich will nicht, dass Schwuchteln jeglicher Art über meine Aussagen sprechen.“ Seitens seiner eigenen Fraktion erntete er dadurch heftige Kritik. Fraktionschef Dacian Cioloș erklärte, dass Uspaskich aus der Fraktion ausgeschlossen würde, sollte er sich nicht umgehend entschuldigen. Ob eine Entschuldigung aber überhaupt ausreiche, um in der Fraktion zu bleiben, würde per Fraktionsabstimmung geklärt werden. Am 20. Januar 2020 gab Renew Europe bekannt, Uspaskich aus der Fraktion ausgeschlossen zu haben.